# الأميرة القربان وملك الوحوش
الأميرة القربان وملك الوحوش (بالإنجليزية: Sacrificial Princess and the King of Beasts)‏ هي سلسلة مانغا يابانية نشرت في مجلة هانا تو يومي من نوفمبر 2015 حتى أكتوبر 2020،تم الإعلان عن عمل مسلسل أنمي مقتبس من المانغا.